# 小行星3519
小行星3519（3519 Ambiorix）是一颗绕太阳运转的小行星，为主小行星带小行星。该小行星于1984年2月23日发现。

## 轨道参数
小行星3519的轨道半长轴为2.1703762 UA，离心率为0.177。